# Paulina Biranowska
Paulina Biranowska (* 6. August 1985 in Biała Podlaska als Paulina Gajewska) ist eine polnische Volleyballspielerin.

## Karriere
Biranowska spielte zuletzt in Aserbaidschan unter anderem bei Baki Baku. 2011 wechselte sie zum polnischen Bank BPS Fakro Muszyna und erreichte einen zweiten Platz in der Polnischen Liga. In der Saison 2012/13 spielte sie beim deutschen Bundesligisten Alemannia Aachen.